# Narco Police
Narco Police es un videojuego de acción y estrategia en tercera persona, desarrollado por Iron Byte y publicado por Dinamic Software en 1990; fue publicado para las plataformas Commodore Amiga, Sinclair ZX Spectrum, MSX, Atari ST, Amstrad CPC, Commodore 64, y posteriormente sacaron una versión para PC MS-DOS.

## Características
Narco Police es un juego terminado, con énfasis en el diseño de sus gráficos y sonidos,
El equipo de programación estaba compuesto por Juan Arias, Ramiro Arias, Ricardo Arias, Roberto Eimer, Carlos Galucci, Juan Gaspar y Fernando Veira.
El juego consiste en entrar en el laboratorio principal para la producción de droga, situado en una pequeña isla costera de Colombia, existe hasta 5 posibles lugares a elegir por donde penetrar en la isla. También varía el equipamiento de cada uno de sus hombres. 
La novedad de este juego es que la cámara se sitúa detrás del protagonista, y aunque no existen secuelas para este juego, fue bastante original en su época , hay una idea equivocada de que este juego inspiró a grandes juegos de la industria .